# 阿比·墨菲
阿比·墨菲（英語：Abbey Murphy，2002年4月14日—），生于伊利諾伊州埃弗格林公園，美国女子冰球运动员，场上位置是前锋。她曾代表美国参加2022年冬季奥林匹克运动会冰球比赛，获得一枚银牌。